# Храм на Веста
Храмът на Веста (на латински: Aedes Vestae) малък кръгъл храм, разположен на Римския форум, недалеч от храма на Цезар. Обкръжен е от 20 колони в коринтски стил. Там весталките, жриците на богинята Веста поддържали непрекъснато свещения огън, донесен според легендите от Еней след падането на Троя.
Всички храмове на Веста са кръгли и входовете им са обърнати на изток, което символизира връзката на огъня на Веста и Слънцето като извор на живота. Храмът на Веста на Римския форум е построен през 3 век пр.н.е.
Храмът на Веста изгаря два пъти в своята история. През 64 от н.е. голям пожар по времето на император Нерон опожарява голяма част от Рим, включително и този храм. След пожара през 191 г., Юлия Домна, съпругата на император Септимий Север, възстановява храма.
В храма на Веста се съхранявал т.нар. Паладиум – статуя на Атина Палада, спусната с щит и копие в ръцете от небето в Троя, откъдето е отнесена от Еней в Италия.
Веста била богиня на семейното огнище и семейния живот. Огънят бил символ на благополучието на римската държава. Поради това весталките бдели денонощно огънят да не угасне, защото това било лошо предсказание. От този огън римляните пренасяли в новите селища и колонии.